# يلماز أوزلم
يلماز أوزلم (بالتركية: Yılmaz Özlem)‏ هو مدرب كرة قدم ولاعب كرة قدم تركي في مركز الوسط، ولد في 1 يونيو 1972 في بلغاريا. لعب مع أضنة دمير سبور وأضنة سبور وأنقرة غوجو وبوجاسبور وغازي عنتاب سبور ومانيساسبور.

## وصلات خارجية
- يلماز أوزلم على موقع اتحاد تركيا (لاعب) (الإنجليزية)
- يلماز أوزلم على موقع اتحاد تركيا (مدرب) (الإنجليزية)
- يلماز أوزلم على موقع قاعدة بيانات كرة القدم.إي يو (الإنجليزية)
- يلماز أوزلم على موقع عالم كرة القدم.نت (الإنجليزية)